# Wojkowa
Wojkowa (ukrainska: Войкова, Voikova) är en by i Muszyna kommun, i Nowy Sącz distrikt, Lillpolens vojvodskap, i södra Polen, nära gränsen till Slovakien. Byn ligger ungefär 8 km öster om Muszyna, 38 km syd-öst om Nowy Sącz och 110 km syd-öst om den regionala huvudstaden Kraków.

### Fotnoter
1. ↑  ”Central Statistical Office (GUS) – TERYT (National Register of Territorial Land Apportionment Journal)” (på polska). 1 juni 2008. http://www.stat.gov.pl/broker/access/prefile/listPreFiles.jspa.